# Anpassningsstörning

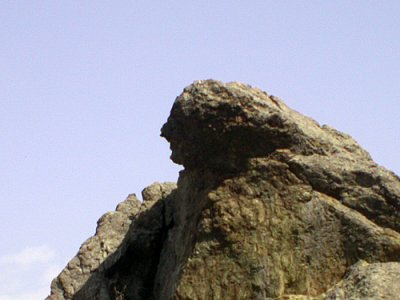
Niobe blev, enligt den grekiska mytologin, förstenad av sorg sedan hennes tolv barn dödats.
"Gråtande klippan" i Manisa, Turkiet, ska enligt denna legend vara hon.

Anpassningsstörning är en psykisk störning som kan uppkomma i reaktion på svår stress, en livsomstörtande händelse eller ett trauma, och som yttrar sig som en förlängd eller komplicerad sorgereaktion. Symtomen kan vara depression, ångest, uppförandestörning, men det förekommer många individuella uttryck för tillståndet.

## Symtom
Anpassningsstörning skiljer sig från flertalet psykiska diagnoser genom att diagnosen utgår från etiologin: diagnosen ställs endast om den psykiska störningen föregåtts av en svår livshändelse. Sorg och andra starka reaktioner på sådana händelser är normalt, men vid mycket långvariga (mer än tre månader), mycket funktionsnedsättande, mycket expressiva symtom, eller självmordsrisk kan det vara aktuellt med vård. Sorgereaktioner är emellertid mycket kulturbundna, varför frågan om personen har en anpassningsstörning eller inte måste ses i ljuset av det av samhället förväntade beteendet på en dylik händelse.
Depression är ett vanligt symtom på en anpassningsstörning, som yttrar sig i nedstämdhet, gråt, apati, känslor av hopplöshet. Ångest är också vanligt, det vill säga oro, rädsla eller nervositet som inte kan härledas till faktiska stimuli. Somliga med anpassningsstörningar får uppförandestörning, till exempel börjar vansinnesköra bilar, slåss, struntar i juridiskt bindande åtaganden, med mera, vilket till skillnad från till exempel psykopati uppträder plötsligt i reaktion på en svår händelse; det är ett för personen otypiskt beteende. Social isolering och somatoforma störningar är också vanliga uttryck för anpassningsstörningar; de drabbade kan strunta i att gå till jobbet, tro sig ha svåra sjukdomar (hypokondri), uppleva psykosomatiska smärtor, eller sluta kontakta vänner och bekanta.
Somliga med anpassningsstörning får drag av posttraumatiskt stressyndrom, i synnerhet om händelsen varit plötslig eller omstörtande. Detta kan visa sig genom flashbacks av vad som hände när personen fick beskedet om händelsen, och andra återupplevandesymtom.
Ungdomar med anpassningsstörningar är mer benägna till våld och extroverta uttryck än vuxna. Hos små barn yttrar sig anpassningsstörningar ofta genom regression – att tidigare förvärvade färdigheter, som att inte kissa på sig under natten, försvinner. De kan även återgå till babyspråk, eller visa trots.
Självskadande beteenden är vanligt vid alla former av traumarelaterade tillstånd, och kan ibland vara svåra att skilja från självmordsförsök. Ett sådant beteende är avsiktlig överdosering med receptbelagda läkemedel.

## Varianter

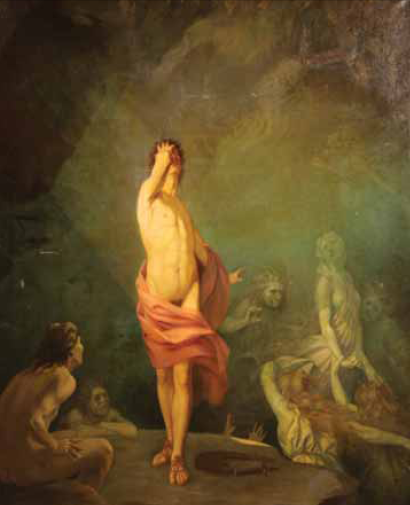
I den grekiska mytologin berättas om Orfeus som blev så förtvivlad av att hans hustru Eurydike avlidit, att han begav sig till dödsriket för att hämta henne tillbaka. Sedan han misslyckats vandrade han planlöst omkring i skogen, tills han dödades.
Orfeus i inferno av Mihail Ştefănescu, omkring 1870.

ICD-10 inräknar flera varianter till anpassningsstörning. Sjukhusvistelse för barn är en sådan, det vill säga barn som blir så sjuka att de måste lämna familjen och för en tid bo på lasarett, vilka i sådana fall kan bli deprimerade, aggressiva, undvikande med mera. Även kulturkrock räknas ICD-10 som en variant av anpassningsstörning, när den tar sig psykiska uttryck. Förlängd sorgereaktion är en annan form av anpassningsstörning.
I DSM-5 kommer "förlängd sorgereaktion efter dödsfall" att bli en särskild underdiagnos till anpassningsstörning. Den diagnosen skiljer sig från de övriga dels genom att det beror på ett dödsfall, dels genom att personen också funderar mycket på döden, tänker väldigt mycket på omständigheterna runt dödsfallet, och har svårt att sluta tänka på den avlidne. Samtidigt har personen en identitetsstörning eller en social störning, till exempel har svårt att hitta sig själv eller en mening med livet efter förlusten. Detta kan definieras som en psykisk störning om personen också lider psykiskt av sin sorgereaktion, till exempel skyller dödsfallet på sig själv, befinner sig i chocktillstånd, eller vägrar tro att dödsfallet ägt rum.

## Orsaker och genes
En anpassningsstörning kan yttra sig som flera andra psykiska diagnoser, men är i detta fall reaktiv på en omskakande situation eller en oåterkallelig förlust. Hur starkt människor reagerar på sådana händelser beror på flera faktorer, till exempel huruvida personen lider av kumulativ stress, hur central en förlorad person varit, ålder, kön med mera. Inom psykiatrin används ofta stress - sårbarhetsmodellen för att förklara sambandet mellan olika faktorer som leder till utbrott av en psykisk störning. Det är också etiologin som skiljer denna diagnos från andra, mera psykiskt betingade diagnoser; en depression kan som jämförelse utlösas av svåra livsomständigheter men där är den psykiska sårbarheten större och stressen mindre allvarlig än vad fallet är vid anpassningsstörning. Men alla som är med om sådana utlösande faktorer drabbas inte av en anpassningsstörning; den som gör detta har en inre sårbarhet. Till skillnad från till exempel depression skulle dock inte det psykiska tillståndet ha uppkommit utan den utlösande faktorn. Samtidigt är den utlösande händelsen mindre akut katastrofartad än vad fallet är vid akut stressreaktion och posttraumatisk stress.
En anpassningsstörning kan utlösas av en rad olika problem, stress, trauman, förändringar. ICD-10 definierar sådana orsaker som faktorer som direkt inverkar på personens integritet, livsvillkor, belastning, sociala sammanhang, normsystem eller värden. Förutom dödsfall av närstående och sjukhusvistelse, kan störningen utlösas av besked om en allvarlig sjukdom, migration, skilsmässa, arbetslöshet, att påbörja en utbildning, gå i pension eller att bli förälder.
ICD-10 förklarar att tillståndet klassas som en psykisk störning genom att hänvisa till förmågan till anpassning; vid tillståndet saknar den drabbade personen en ändamålsenlig anpassning till de nya förhållandena, varigenom personens sociala funktion nedsätts.